# Макеев, Александр Викторович
Макеев Александр Викторович (род. 1 марта 1964, Жданов) — советский спортсмен по современному пятиборью, Мастер спорта, Мастер спорта международного класса. Чемпион СССР в команде (1986, 1991). Чемпион мира среди юниоров в команде (1985). Серебряный призёр чемпионата мира 1987 года.

## Биография
Макеев Александр Викторович родился (1 марта 1964) года в городе Жданов.
Выступал за «Буревестник» (Москва), «Динамо» (Московская область). Член сборной команды СССР с 1985 по 1991 годы.
Неоднократно занимал призовые места на Всесоюзных и международных соревнованиях.

## Спортивные звания
- Мастер спорта СССР по современному пятиборью.
- Мастер спорта СССР международного класса.